# Straż Marszałkowska (Kancelaria Sejmu)

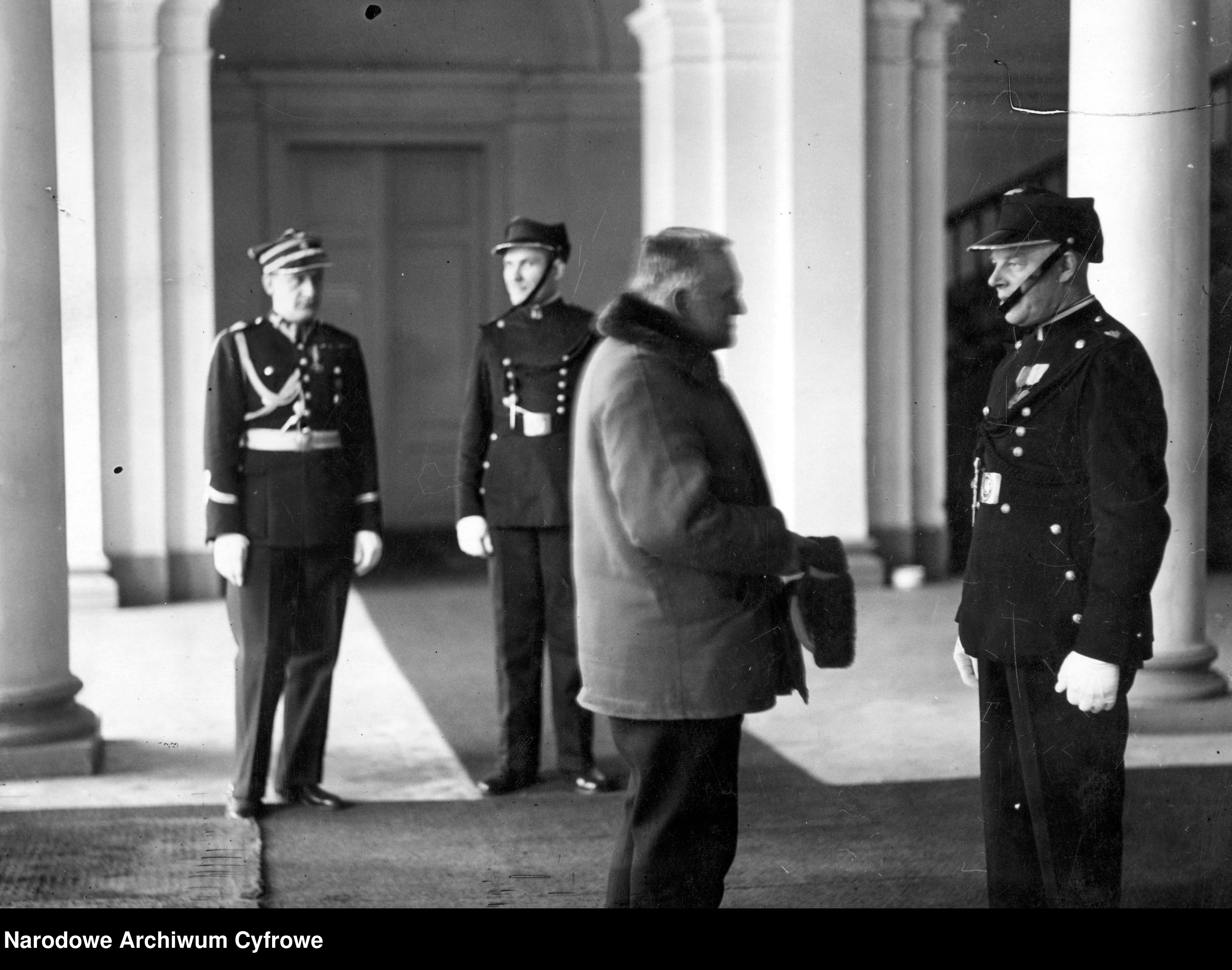
Straż Marszałkowska w kuluarach sejmowych 1936

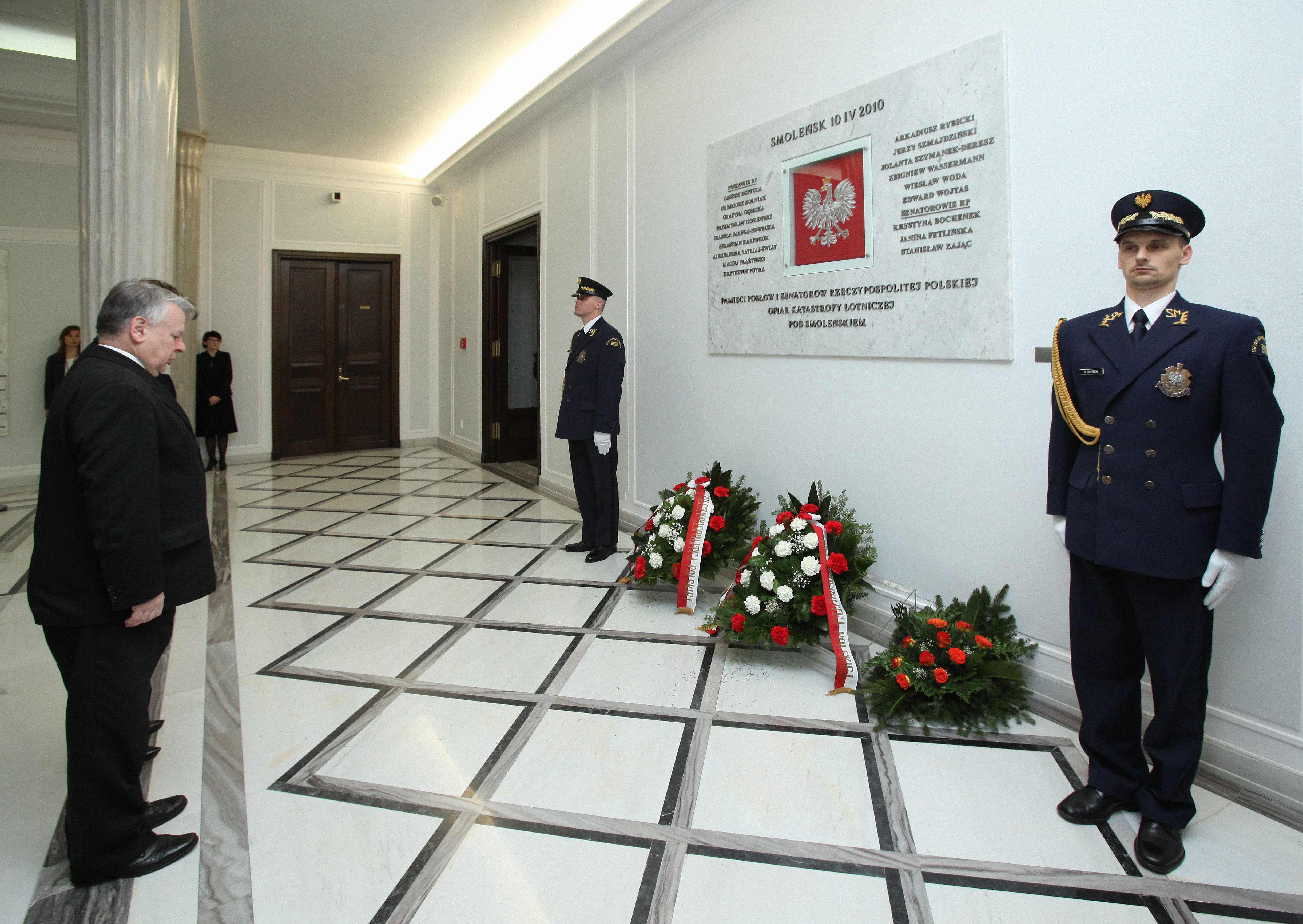
Funkcjonariusze Straży Marszałkowskiej w gmachu Sejmu podczas uroczystości przed tablicą upamiętniająca posłów i senatorów, którzy zginęli w katastrofie smoleńskiej

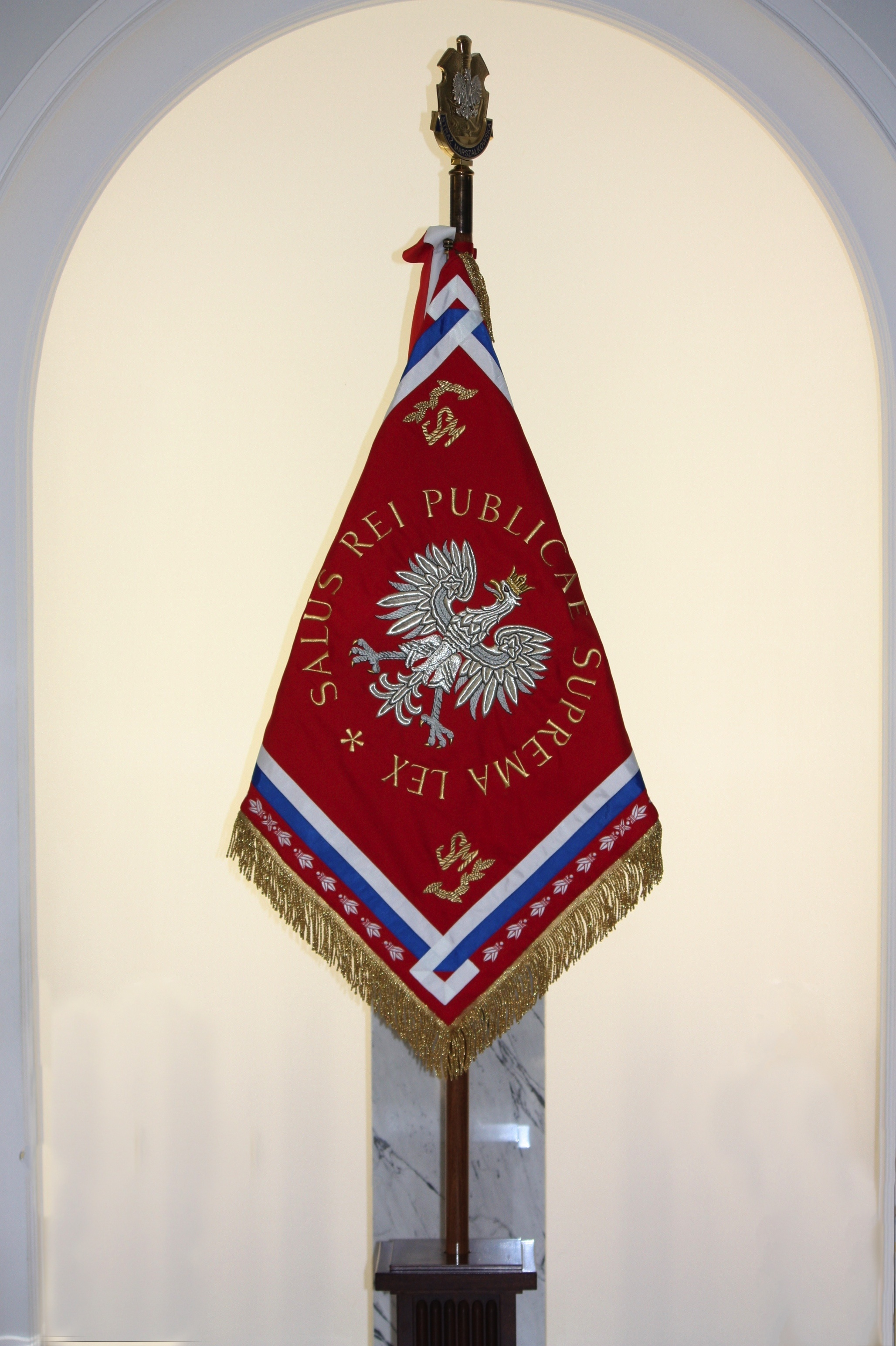
Sztandar Straży Marszałkowskiej

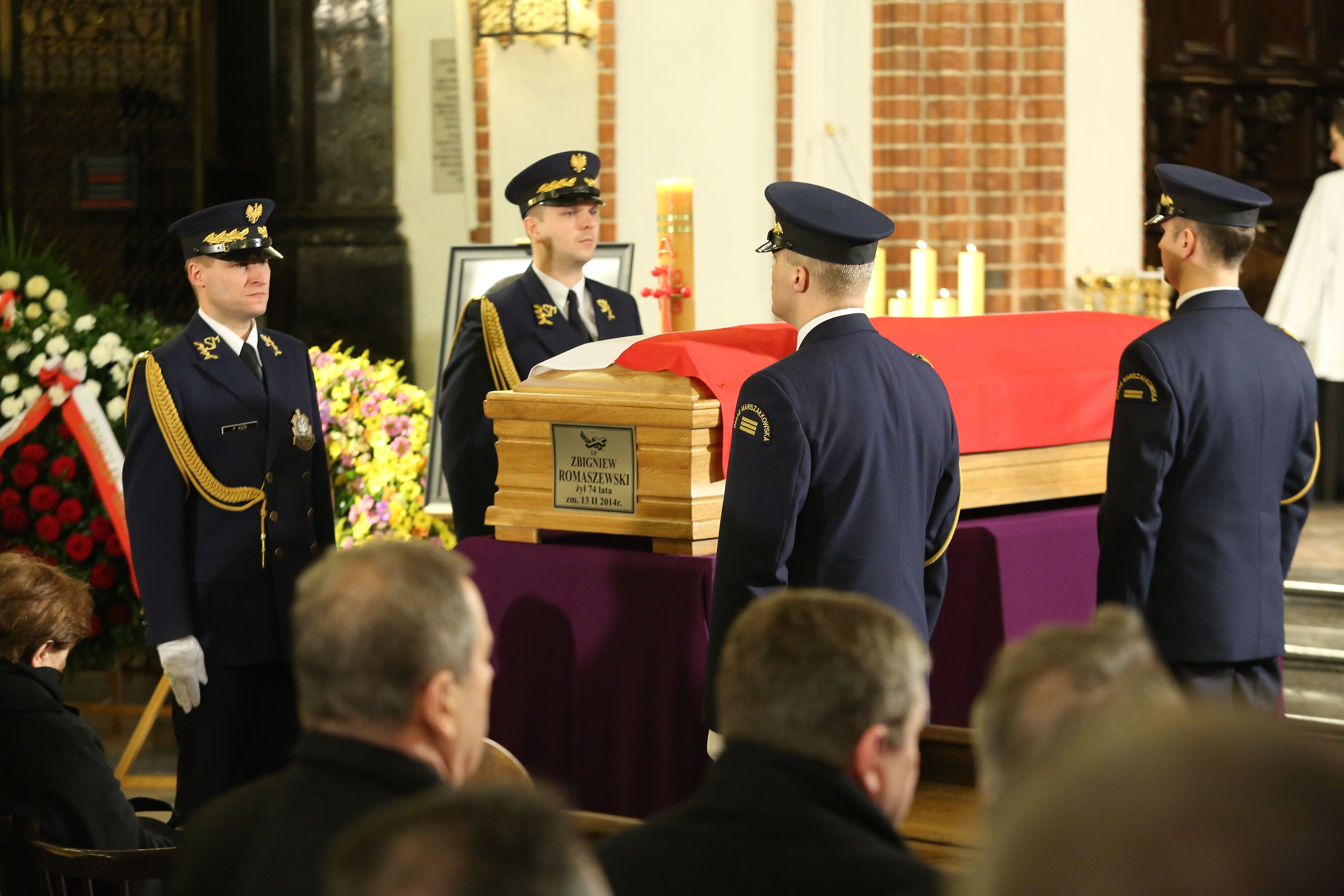
Strażnicy podczas mszy żałobnej Zbigniewa Romaszewskiego w katedrze św. Jana Chrzciciela w Warszawie

Straż Marszałkowska – umundurowana formacja podległa marszałkowi Sejmu, stanowiąca zarazem jedną z komórek organizacyjnych Kancelarii Sejmu, powołaną do ochrony Sejmu i Senatu.
Na czele Straży Marszałkowskiej stoi komendant Straży Marszałkowskiej, który podobnie jak jego zastępca, jest powoływany i odwoływany przez szefa Kancelarii Sejmu. Straż Marszałkowska jest najmniej liczną formacją mundurową w Polsce.

## Historia
W drugiej połowie XVI w. Straż (albo Wartę) Marszałkowską stanowili żołnierze chorągwi piechoty węgierskiej chroniący osobę króla oraz porządku podczas obrad Sejmu; podlegli byli oni ówczesnemu ministrowi spraw wewnętrznych (marszałkowi). W tamtej epoce regularnie wydawano przepisy porządkowo-karne, tzw. artykuły marszałkowskie. W sprawach wynikłych z ich naruszenia orzekał sąd marszałkowski, a egzekucję wyroków zapewniała Straż. W XVII i XVIII w. podstawowe zadania Straży związane z królem i Sejmem zostały rozszerzone o sprawowanie władzy policyjnej w całej Warszawie.
Po reaktywacji parlamentu w 1919 r., bezpieczeństwo w czasie obrad zapewniała Milicja Ludowa, była ona jednak źle oceniana przez posłów i w jej miejsce ponownie powołano Straż Marszałkowską. Zadaniem SM było zapewnienie fizycznej ochrony terenu parlamentu oraz ochrona przeciwpożarowa. W latach 20. komendantem SM był Roman Stawicki. Później funkcję tę pełnili kolejno kawalerowie Orderu Virtuti Militari: Jerzy Gattaws (do 15 czerwca 1934), Feliks Chociszewski (1 lipca 1934–21 stycznia 1935) i Leon Józefowski (21 stycznia 1935–1939). Kolejnym kawalerem Orderem Virtuti Militari był strażnik Stanisław Piasek.
Po II wojnie światowej Straż podjęła działalność w Sejmie Ustawodawczym (1947).

## Zadania
Zadania Straży Marszałkowskiej określała do 1 lutego 2018 r. w rozdziale 11 Ochrona Sejmu i Senatu nieobowiązująca już ustawa o Biurze Ochrony Rządu. Obecnie należy do nich głównie ochrona obiektów i urządzeń w zarządzie Kancelarii Sejmu, zapewnienie bezpieczeństwa osób tam przebywających oraz kontrola uprawnień do przebywania w tych obiektach, jak również ochrona Senatu, w zakresie odrębnie ustalonym. Straż Marszałkowska pełni również funkcje reprezentacyjne.
Strażnikom Straży Marszałkowskiej przy wykonywaniu obowiązków przysługuje ochrona prawna ustanowiona dla funkcjonariuszy publicznych. Mogą oni m.in. legitymować osoby lub użyć w określonych sytuacjach środków przymusu bezpośredniego i broni palnej. Od 1 lutego do 19 maja 2018 r. strażnikom SM przy wykonywaniu obowiązków przysługiwały uprawnienia funkcjonariuszy Służby Ochrony Państwa. Zgodnie z jeszcze wcześniejszą ustawą o BOR nie mieli oni statusu funkcjonariusza tej służby i pozostawali pracownikami Kancelarii Sejmu, do których mają zastosowanie przepisy Kodeksu pracy i ustawy o pracownikach urzędów państwowych z 1982 r..
11 marca 2014 r. marszałek Sejmu Ewa Kopacz nadała Straży Marszałkowskiej sztandar.
26 stycznia 2018 r. Sejm uchwalił ustawę o Straży Marszałkowskiej. Weszła ona w życie 20 maja 2018 r.. Wprowadzone zostały nowe mundury nawiązujące do ubiorów historycznych, rogatywki, a od lipca 2018 r. – za przykładem uzbrojenia straży w parlamencie węgierskim – również szable.

## Struktura
- Wydział I Ochrony
- Wydział II Pirotechniczny
- Wydział III Dział Przepustek
- Wydział IV Ratowniczo-Gaśniczy
- Wydział V Szkoleniowy

## Stopnie
Wykaz stopni w latach 2003–2017 
- Młodszy strażnik/Młodszy ratownik
- Strażnik/Ratownik
- Starszy strażnik/Starszy ratownik
- Dowódca zmiany/Dowódca sekcji
- Zastępca komendanta
- Komendant

 Wykaz stopni i stanowisk od roku 2018 

Ustawa o Straży Marszałkowskiej z 2018 i Rozporządzenie MSWiA w sprawie wzoru umundurowania oraz oznak strażnika Straży Marszałkowskiej prezentują hierarchię stopni, jak i stanowisk. Relacje pomiędzy dwiema hierarchiami stanowią art. 36–38 ustawy. Jednak naramienniki w Straży Marszałkowskiej są przypisane do stanowiska, a nie do stopnia.
Wykaz według Dz.U. z 2018 r. poz. 287:
| Stanowisko                                               | Naramiennik | Stopnie |
| -------------------------------------------------------- | ----------- | --- |
| Służba przygotowawcza                                    |             | |
| Strażnik stażysta Ratownik stażysta                      |             | 1) korpus szeregowych: - aplikant, - starszy aplikant |
| Służba stała                                             |             | |
| Młodszy strażnik Młodszy ratownik                        |             | 2) korpus podoficerski: - młodszy strażnik, - strażnik, - starszy strażnik |
| Strażnik Ratownik                                        |             | 2) korpus podoficerski: - młodszy strażnik, - strażnik, - starszy strażnik |
| Starszy strażnik Starszy ratownik                        |             | 2) korpus podoficerski: - młodszy strażnik, - strażnik, - starszy strażnik |
| Dowódca zmiany Dowódca sekcji                            |             | 2) korpus podoficerski: - młodszy strażnik, - strażnik, - starszy strażnik |
| Po ukończeniu szkolenia specjalistycznego                |             | |
| Strażnik młodszy specjalista Strażak młodszy specjalista |             | 3) korpus chorążych: - młodszy aspirant, - aspirant, - starszy aspirant, - aspirant sztabowy; 4) korpus oficerów: - podkomisarz, - komisarz, - nadkomisarz, - podinspektor, - młodszy inspektor |
| Strażnik specjalista Strażak specjalista                 |             | 3) korpus chorążych: - młodszy aspirant, - aspirant, - starszy aspirant, - aspirant sztabowy; 4) korpus oficerów: - podkomisarz, - komisarz, - nadkomisarz, - podinspektor, - młodszy inspektor |
| Strażnik starszy specjalista Strażak starszy specjalista |             | 3) korpus chorążych: - młodszy aspirant, - aspirant, - starszy aspirant, - aspirant sztabowy; 4) korpus oficerów: - podkomisarz, - komisarz, - nadkomisarz, - podinspektor, - młodszy inspektor |
| Strażnik główny specjalista Strażak główny specjalista   |             | 3) korpus chorążych: - młodszy aspirant, - aspirant, - starszy aspirant, - aspirant sztabowy; 4) korpus oficerów: - podkomisarz, - komisarz, - nadkomisarz, - podinspektor, - młodszy inspektor |
| Zastępca komendanta SM                                   |             | Inspektor lub niższy |
| Komendant SM                                             |             | Nadinspektor lub niższy |

Wykaz według Dz.U. z 2018 r. poz. 1788:
| Nazwa stopnia     | Naramiennik | Korpus       |
| ----------------- | ----------- | ------------ |
| Aplikant          |             | szeregowych  |
| Starszy aplikant  |             | szeregowych  |
| Młodszy strażnik  |             | podoficerski |
| Strażnik          |             | podoficerski |
| Starszy strażnik  |             | podoficerski |
| Młodszy aspirant  |             | chorążych    |
| Aspirant          |             | chorążych    |
| Starszy aspirant  |             | chorążych    |
| Aspirant sztabowy |             | chorążych    |
| Podkomisarz       |             | oficerski    |
| Komisarz          |             | oficerski    |
| Nadkomisarz       |             | oficerski    |
| Podinspektor      |             | oficerski    |
| Młodszy inspektor |             | oficerski    |
| Inspektor         |             | oficerski    |
| Nadinspektor      |             | oficerski    |

Na stopnie nieoficerskie mianuje funkcjonariuszy Szef Kancelarii Sejmu. Na stopnie oficerskie (wyłączając stopnie podkomisarza i nadinspektora) mianuje Marszałek Sejmu. Tak jak w innych służbach, Prezydent RP na wniosek Marszałka Sejmu mianuje na pierwszy stopień oficerski (podkomisarza) oraz na stopień najwyższy (nadinspektora). Na stanowiska służbowe mianuje Szef Kancelarii Sejmu.